# Franz Reindl (Eishockeyspieler)
Franz Reindl (* 24. November 1954 in Garmisch-Partenkirchen) ist ein ehemaliger deutscher Eishockeyspieler, der von 2014 bis 2022 Präsident des Deutschen Eishockey-Bunds war.

## Karriere

### Als Spieler
Reindl kam 1963 zum SC Riessersee, durchlief dort alle Schüler- und Jugendmannschaften und spielte in der Saison 1971/72 zum ersten Mal in der ersten Mannschaft. In der Folgezeit war er 13 Spielzeiten für den SCR aktiv und gehörte in dieser Zeit zu den Leistungsträgern des Teams. In der Spielzeit 1981/82 war er zusammen mit Erich Kühnhackl mit 102 erzielten Scorerpunkten der punktbeste Spieler der Bundesliga. Der 181-malige Nationalspieler gewann bei den Olympischen Spielen 1976 mit der deutschen Nationalmannschaft die Bronzemedaille und erhielt dafür das Silberne Lorbeerblatt. Außerdem wurde er mit Riessersee 1978 und 1981 Deutscher Meister und ein weiteres Mal 1985 mit dem SB Rosenheim, zu dem er im Sommer 1984 gewechselt war. Nach dem Ende der Saison 1987/88 beendete er seine aktive Eishockeykarriere im Alter von 33 Jahren.
Insgesamt spielte er 669-mal in der Eishockey-Bundesliga und erzielte in dieser Zeit 423 Tore. In der Nationalmannschaft kam er bis zu seinem Rücktritt 1988 zu 183 Einsätzen und 38 Treffern. Als Spieler nahm Franz Reindl an neun Weltmeisterschaften, drei Olympischen Spielen und einem Canada Cup teil.

### Karrierestatistik
(Legende zur Spielerstatistik: Sp oder GP = absolvierte Spiele; T oder G = erzielte Tore; V oder A = erzielte Assists; Pkt oder Pts = erzielte Scorerpunkte; SM oder PIM = erhaltene Strafminuten; +/− = Plus/Minus-Bilanz; PP = erzielte Überzahltore; SH = erzielte Unterzahltore; GW = erzielte Siegtore; 1 Play-downs/Relegation; Kursiv: Statistik nicht vollständig)

### Als Trainer und Funktionär
Ab der Saison 1988/89 bis einschließlich 1990/91 war Reindl als Manager und Trainer des SC Riessersee tätig, um den Club zusammen mit Heinz Mehl wieder aus dem Konkurs zu führen. Dabei wurde sportlich der Abstieg in die Drittklassigkeit vermieden.
1991 wurde er Assistent des technischen Direktors Fritz Brechenmacher sowie Co-Trainer von Luděk Bukač bei der Nationalmannschaft. Ein Jahr später übernahm er die Position des Sportdirektors beim DEB als Nachfolger von Helmut Bauer und blieb bis 1994 zusätzlich Co-Trainer der Nationalmannschaft und Marketingverantwortlicher des DEB. 1995 bis 2003 übernahm er zusätzlich die Aufgaben als Verwaltungsdirektor, sowie die Leitung der Geschäftsstelle des DEB. Überdies war Franz Reindl ab 1996 General Manager der Nationalmannschaft.
Mitte 2000 wurde Reindl außerdem als Geschäftsführer der DEB Eishockey-Sportgesellschaft ernannt und war dabei vor allem als Generalsekretär für die Organisation der wirtschaftlich und sportlich erfolgreichen Eishockey-Weltmeisterschaft der Herren 2001 in Deutschland verantwortlich. 2003 war Franz Reindl DEB-Generalsekretär, Sportdirektor und Marketingverantwortlicher mit zeitweiliger Übernahme des Bereichs Verwaltung/Personal/Finanzen durch das Präsidiumsmitglied Bodo Lauterjung (März 2003 bis Juni 2006 und ab Juni 2009).
Nach dem Rücktritt von Hans Zach als Bundestrainer übernahm Reindl diese Position von Mai bis September 2004 und führte die Nationalmannschaft während des World Cup of Hockey. Im Dezember 2006 übernahm er erneut die Geschäftsführung der DEB Eishockey-Sportgesellschaft mbH und fungierte wieder als Generalsekretär für die Durchführung der 2010 IIHF Weltmeisterschaft in Deutschland, wobei er auch ab 2005 für die erfolgreiche Bewerbung federführend war.
Franz Reindl ist darüber hinaus auch in den Komitees des Internationalen Eishockey-Verbands der IIHF vertreten und international sehr anerkannt. Des Weiteren war er von 1998 bis 2008 Mitglied des IIHF-Sport-Committee in Zürich und ab 2008 Mitglied des IIHF-Competition-Committee, ebenso in Zürich. Auch im Hinblick auf die Bewerbung von München für die Olympischen Winterspiele 2018 war Reindl engagiert und Mitglied von München 2018 in der Fachkommission Sportstätten und Olympisches Erbe.
Für den DEB nahm Reindl an folgenden internationalen Großveranstaltungen teil:
- 28-mal Weltmeisterschaften (neunmal als Spieler, dreimal als Co-Trainer und 15-mal als General Manager, 2017 als Präsident des Organisationskomitees)
- achtmal Olympische Spiele (dreimal als Spieler, zweimal als Co-Trainer und dreimal als General Manager)
- einmal Canada Cup (als Spieler)
- zweimal World Cup of Hockey (einmal als General Manager und davon einmal zusätzlich als Bundestrainer)

Zudem ist er Präsident des Team Europa beim World Cup of Hockey 2016.
Von Juli 2014 bis Mai 2022 war Reindl Präsident des DEB und damit Nachfolger von Uwe Harnos in dieser Position. 2022 folgte Peter Merten auf Reindl. Am 19. Mai 2016 wurde Reindl zudem in das IIHF Council, dem Vorstand der International Ice Hockey Federation gewählt.
2021 kandidierte Reindl für das Amt des Präsidenten des Weltverbands IIHF. Er unterlag jedoch dem Franzosen Luc Tardif mit 39 zu 67 Stimmen.

## Persönliches
Der gelernte Groß- und Einzelhandelskaufmann ist verheiratet und hat drei Kinder. Seine Tochter Franziska Reindl spielte ebenfalls Eishockey. Zudem ist er der Bruder von Josef Reindl, der in den 1960er- und 70er-Jahren unter anderem für den EV Mittenwald, EC Deilinghofen und EC Peiting aktiv war.